# رابرت ایبانز
رابرت ایبانز (انگلیسی: Robert Ibáñez؛ زادهٔ ۲۲ مارس ۱۹۹۳) بازیکن فوتبال اهل اسپانیا است.
از باشگاه‌هایی که در آن بازی کرده‌است می‌توان به باشگاه فوتبال لگانس، باشگاه فوتبال گرانادا، و باشگاه فوتبال والنسیا اشاره کرد.